# グスタフ・アルブレヒト・ツー・ザイン＝ヴィトゲンシュタイン＝ベルレブルク
グスタフ・アルブレヒト・ツー・ザイン＝ヴィトゲンシュタイン＝ベルレブルク（ドイツ語: Gustav Albrecht zu Sayn-Wittgenstein-Berleburg, 1907年2月28日 - 1944年）は、ドイツの旧諸侯ザイン＝ヴィトゲンシュタイン家の家長（1925年 - 1969年）。

## 生涯
ザイン＝ヴィトゲンシュタイン＝ベルレブルク侯リヒャルトとその妻のレーヴェンシュタイン＝ヴェルトハイム＝フロイデンベルク侯女マドレーヌの間に長男（第1子）としてベルレブルクに生まれ、1925年に家督を相続した。1941年10月1日に国家社会主義ドイツ労働者党（ナチ党）に入党し、同党の881万1942人目の党員となる。第二次世界大戦時はドイツ陸軍第23装甲師団所属の大尉として東部戦線に従軍したが、1944年に戦闘中行方不明（MIA）となった。1969年11月29日に西ドイツの裁判所により法的に死亡宣告が出され、長男のリヒャルトが後を継いだ。

## 子女
1934年1月26日にスウェーデン貴族の第4代オトラント公爵シャルル・フーシェの次女マルガレータ（アタナス・フーシェの曾孫）と結婚し、間に2男3女を儲けた。
- リヒャルト・カジミール・カール・アウグスト・ロベルト・コンスタンティン（1934年 - 2017年） - ザイン＝ヴィトゲンシュタイン侯家家長
- マドレーヌ・オルガ・ドーラ・エトレ・ベネディクテ（1936年 - ） - 1958年、ゾルムス＝ラウバッハ伯爵オットーと結婚
- ロビン・アレクサンダー・ヴォルフガング・ウード・オイゲン・ヴィルヘルム・ゴットフリート（英語版）（1938年 - ）
- タティアナ・ルイーゼ・ウルスラ・テレーゼ・エルザ（英語版）（1940年 - ） - 1964年、ヘッセン＝カッセル方伯家家長モーリッツと結婚（1974年離婚）
- ピア・マルガレーテ（1942年 - ）